# Hambašská slavnost

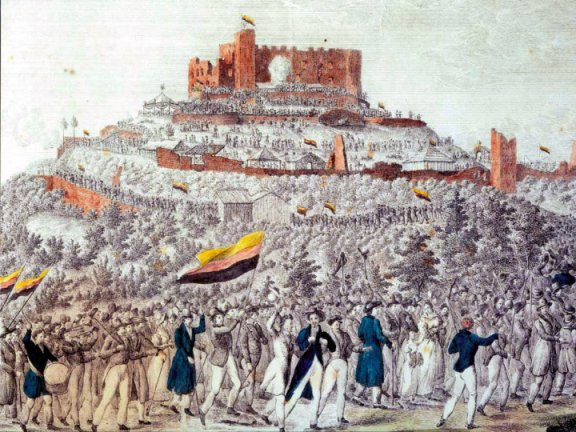
Hambašská slavnost

Hambašská slavnost, též hambašský festival nebo festival v Hambachu (německy: Hambacher Fest) byla významná událost v procesu konstituování moderního německého národa, sjednocování německého státu a zároveň v rámci procesu a dějinné etapy zvaných obvykle Vormärz, které se vyznačovaly rostoucí nespokojeností s absolutismem a feudalismem ve jménu liberalismu, svobody a demokracie. Hambašská slavnost byla bezprostředně inspirována též francouzskou červencovou revolucí roku 1830. Jistou inspirační roli sehrála i nedávná belgická revoluce a polské listopadové povstání v ruském záboru (Kongresovém Polsku), po němž následovala emigrační vlna právě do Německa, respektive přes Německo - silná polská delegace byla i na slavnosti. Ta se konala mezi 27. květnem a 30. května 1832 na hoře a zámku Hambach poblíž Neustadt an der Weinstraße v dnešním Porýní-Falci v Německu (tehdy byla oblast pod kontrolou Bavorského království a jeho značně konzervativní vlády). Oficiálně šlo o krajský veletrh, ale akce se proměnila v politickou demonstraci. Zúčastnilo se jí asi 30 000 lidí. Slavnost úřady vyděsila a stala se záminkou úplného potlačení svobody tisku a shromažďování. K hlavním organizátorům slavnosti patřil Philipp Jakob Siebenpfeiffer. Zásadní roli sehrály též studentská "buršácká" bratrstva (Burschenschaften). Významným symbolem slavnosti byla žluto-červeno-černá trikolóra, základ budoucí německé vlajky (tehdy ovšem užívaná s barvami v opačném pořadí než dnes, tedy se žlutou nahoře a černou dole), která odkazovala na barvy dobrovolnických Lützowských svobodných sborů (Lützowsches Freikorps), které bojovaly proti napoleonským vojskům.